# تشانغ يوي (سياسي)
تشانغ يوي (بالصينية: 张越) هو سياسي صيني، ولد في 1 يونيو 1961 في الصين. حزبياً، نشط في الحزب الشيوعي الصيني.